# هرمل

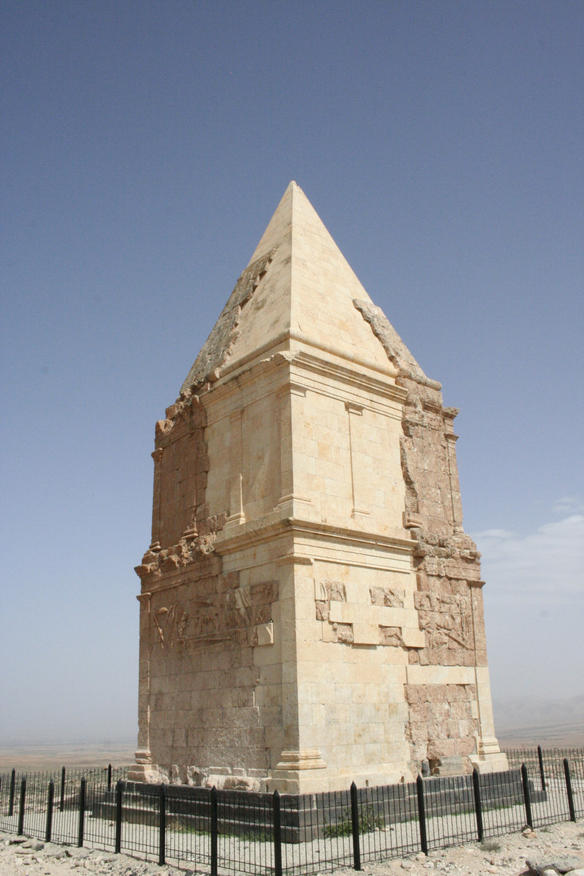
هرم هرمل یک سایت باستانی در نزدیکی این شهر است.

الهرمل (به عربی: الهرمل) شهری در استان بقاع کشور لبنان است که در سرشماری سال ۲۰۰۵ میلادی، ۱۱ ۰۷۰ نفر جمعیت داشته است.